# Polypleurum dichotomum
Polypleurum dichotomum là một loài thực vật có hoa trong họ Podostemaceae. Loài này được (Gardner) J.B. Hall miêu tả khoa học đầu tiên năm 1971.